# Türkvizyon 2015
Türkvizyon 2015 byl v pořadí 3. ročník televizní hudební soutěže pro turkické země/regiony nebo pro země s turkickou menšinou. Tento ročník se konal 19. prosince 2015 v tureckém Istanbulu. Zúčastnilo se jej 21 zemí z Evropy a Asie. Vítězem se nakonec stala Kyrgyzka Jíídesh İdirisova s písní „Kim Bilet“ (Kdo ví?), která získala 194 bodů a měla 9 bodovou rezervu nad Kazachstánem.

## Místo konání
Po konci soutěže v roce 2014 bylo sděleno, že se soutěž bude konat v Turkmenském Mary. Ale 21. února bylo ohlášeno, že se místo konání mění na Turkmenské hlavní město Ašchabad.Na konci srpna 2015 bylo nakonec určeno že se soutěž bude konat v Istanbulu, konkrétně v Yahya Kemal Beyatlı Cultural Center ve čtvrti Mahmutbey

## Účastnící se země
V tomto roce se účastnilo 21 zemí. Novými zeměmí jsou srbský region Sandžak a Sýrie, do soutěže se vrací Severní Kypr, který se nemohl účastnit kvůli incidentu se Severokyperským pasem.Do Soutěže se také vrací Bělorusko a Kosovo. Tento rok se neúčastní Ruské Republiky & Kraje kvůli Rusko-Tureckému incidentu. Tukrmenistán odstoupil kvůli nedodržení lhůty o hledání soutěžícího. Menší zájem o debut v soutěži měli také Maďarsko a Kalmycko, ale nevydaly žádné rozhodnutí o účasti. Žádné rozhodnutí nevydali ani čínská provincie Xinjiang a ruská republika Čuvašsko, které se snažily o debut v roce 2013.

### Vracejicí se účastníci
- Albánie – Xhoi Bejko (2014)
- Bulharsko – İsmail Matev (Součást Big Star Life) (2014)
- Makedonie – Kaan Mazhar (2014)
- Severní Kypr - İpek Amber (2014) – Odstoupení

## Výsledky

### Porotci
- Ázerbájdžán – İsa Məlik
- Bosna a Hercegovina – Ahmed Švrakić
- Německo – Güler Balaban
- Bělorusko – Guneş (účastnice soutěže v roce 2013)

### Finále
| Pořadí | Země                | Jazyk       | Interpret                     | Píseň                   | Překlad                 | Místo | Body |
| ------ | ------------------- | ----------- | ----------------------------- | ----------------------- | ----------------------- | ----- | ---- |
| 1      | Německo             | turečtina   | Derya Kaptan ft. Serdar Yayla | "Sessiz Çığlık"         | Tichý Řev               | 11    | 153  |
| 2      | Írán                | azerština   | Reza Esbilani                 | "Mənim arzum"           | Můj Sen                 | 19    | 131  |
| 3      | Ázerbájdžán         | azerština   | Mehman Tağıyev                | "Istanbul"              | Istanbul                | 7     | 155  |
| 4      | Gruzie              | azerština   | Anar Askerov                  | "Tenha Yürek"           | Osamocené Srdce         | 16    | 138  |
| 5      | Ukrajina            | gagauzština | Anna Mitioglo                 | "Baaşla bana"           | Odpusť mi               | 13    | 148  |
| 6      | Bosna a Hercegovina | bosenština  | Adis Škaljo                   | "Pa šta"                | Tak co                  | 12    | 153  |
| 7      | Irák                | azerština   | Oğuz Sırmalı                  | "Serenat"               | Serenáda                | 17    | 137  |
| 8      | Gagauzie            | turečtina   | Valentin Ormandži             | "Sev beni sev"          | Miluj mě, miluj         | 10    | 154  |
| 9      | Makedonie           | turečtina   | Kaan Mazhar                   | "Böyle Olmamalıydı"     | Nemělo by to být takhle | 4     | 165  |
| 10     | Rumunsko            | turečtina   | Edvin Eddy                    | "Seviyorum, Anlasana"   | Miluji tě, Anlasano     | 18    | 134  |
| 11     | Bulharsko           | turečtina   | Big Star Life                 | "Istanbulyadız"         | My Jsme Istanbul        | 6     | 162  |
| 12     | Sýrie               | turečtina   | Adin Şan                      | "Geliş"                 | Příjezd                 | 5     | 165  |
| 13     | Turecko (pořadatel) | turečtina   | Görkem Durmaz                 | "Hırçın Sular"          | Krocení Vod             | 3     | 175  |
| 14     | Kyrgyzstán          | kyrgyzština | Jiidesh İdirisova             | "Kim bilet" (ким билет) | Kdo ví                  | 1     | 194  |
| 15     | Kazachstán          | kazaština   | Orda                          | "Olay Emes"             | Taky Ne                 | 2     | 185  |
| 16     | Uzbekistán          | uzbečtina   | KaaPlya & Hurdona             | "Ozodlık"               | Svoboda                 | 21    | 119  |
| 17     | Albánie             | turečtina   | Xhoi Bejko & Visar Rexhepi    | "Adi Hasret"            | Společná Touha          | 8     | 154  |
| 18     | Sandžak             | turečtina   | Almedin Varošanin             | "Iz"                    | Stezka                  | 15    | 140  |
| 19     | Kosovo              | turečtina   | Tolga Kazaz                   | "Sevkem Günan Midir"    | Je Láska Hřích?         | 14    | 141  |
| 20     | Severní Kypr        | turečtina   | İpek Amber                    | "Sessis Gidiş"          | Tichý odchod            | 9     | 154  |
| 21     | Bělorusko           | azerština   | Aleksandra Kazımova           | "Azadlıq"               | Svoboda                 | 20    | 126  |